# 特斯河

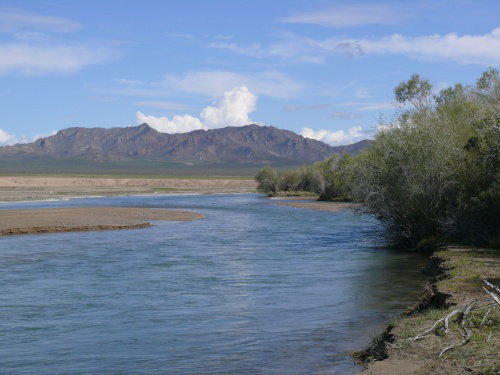
2010年的特斯河

特斯河或捷斯赫姆河（俄语）是一條流經蒙古國和俄羅斯圖瓦共和國（原唐努乌梁海）的河流，全長568公里，流域面積33,368平方公里。
起源於庫蘇古爾省查干乌拉县，注入蒙俄界湖烏布蘇湖。